# نفتکش سیفر
class="infobox" style="width:25.5em;border-spacing:2px;"

نفتکش سیفر یا صافر (انگلیسی: FSO Safer) یک کشتی شناور ذخیره و تخلیه نفت است که در دریای سرخ در شمال شهر حدیده لنگر انداخته‌است.
در این کشتی بیش از ۱٫۱۴ میلیون بشکه نفت خام وجود دارد. از زمان آغاز جنگ داخلی یمن سال ۲۰۱۵، وضعیت ساختاری این شناور در معرض رطوبت و خوردگی قرار داشته و با خدمات تعمیر و نگهداری ناچیز یا به‌کلی بدون چنین خدماتی به سر برده‌است. اختلاف بین گروه‌های هوتی و یمنی‌هایی که از سوی عربستان پشتیبانی می‌شوند تنگنای دشوار و پیچیده‌ای برای مشخص کردن مالک و مسئول شناور ایجاد کرده‌است. گاز خنثی که معمولاً در کشتی مانع از انفجار می‌شود، متفرق شده و شناور را در معرض خطر انفجار و ایجاد یک فاجعه زیست‌محیطی قرار می‌دهد.

## پیشینه
نفتکش سیفر در سال ۱۹۷۶ توسط شرکت هیتاچی زوسن کورپورریشن در ژاپن به عنوان نفتکش اسو ژاپن ساخته شد.
هنگام ساخته شدن، تناژ ناخالص آن ۱۹۲۶۷۹ و تناژ بار ثابت ۴۰۶۶۴۰ تن بود. طول آن ۳۶۲ متر (۱۱۸۸ فوت) و تیر آن ۷۰ متر (۲۳۰ فوت) بود. این شناور توسط یک توربین بخار تکی کار می‌کرد که سرعتی معادل ۱۵٫۵ گره (۱۷٫۸ مایل در ساعت) به آن می‌داد.